# 求核剤
求核剤（きゅうかくざい、nucleophile）とは、電子密度が低い原子(主に炭素)へ反応し、多くの場合結合を作る化学種のことである。広義では、求電子剤と反応する化学種を求核剤と見なす。求核剤が関与する反応はその反応様式により求核置換反応あるいは求核付加反応などと呼称される。求核剤は、反応機構を図示する際に英語名の頭文字をとり、しばしばNuと略記される。

## 概要
求核的反応においては、一方の分子から他方の分子に電子が流れて反応が起こる。このとき、電子対を受け入れる化学種を求電子剤、供与するものを求核剤という。よって、求核剤は少なくとも一対の孤立電子対を持ち、この授受に着目すると、求核剤はルイス塩基として、求電子剤はルイス酸と見なすことができ、これらの反応はルイス酸・塩基の結合反応とみなせる。
よって、求核剤として反応性の高い化学種のほとんどは孤立電子対を持ち、またアニオンであることも多い。例として、各種カルバニオン、アミンまたはその共役塩基（アミド）、アルコールまたはその共役塩基（アルコキシド）、ハロゲン化物イオンなどが挙げられる。
また、求核剤の反応性は、溶媒効果、置換基効果、あるいは立体効果（立体障害）などの影響を受けることがある。溶媒効果は求核種の反応性に影響を与える。隣接基効果や立体効果は、反応速度や、生成物の選択性に影響する。求核的反応の反応性を評価、予測する経験則として、HSAB則、ハメット則が知られる。有機電子論の項目も参照されたい。

## 反応性
求核剤の相対的な強さを求核性（きゅうかくせい、nucleophilicity）という。求核性は速度論的な現象を指し、酸性・塩基性に適用される熱力学的な指標とは異なっている。以下に、求核剤の分類とその求核性を示した。

### 求核剤と求電子剤の種類

#### 分子間相互作用の種類
求核剤と求電子剤の反応は、二分子の静電相互作用と求核剤のHOMO・求電子剤のLUMOの軌道相互作用との二つの因子によって制御される。イオン間あるいは極性のある分子では、静電相互作用が影響力を持つ。また、HOMO - LUMO間のエネルギー準位差が小さく（求核剤のHOMO準位が高く、求電子剤のLUMO準位が低く）、電子の安定化が大きい分子間では、軌道相互作用の役割が大きくなる。ただし、静電相互作用支配の反応でもHOMO - LUMO間の電子移動を考慮する必要がある。
この二者の反応のうち、どちらの影響がより強いかは求核剤・求電子剤の種類によって決まる。

#### HSAB則による分類

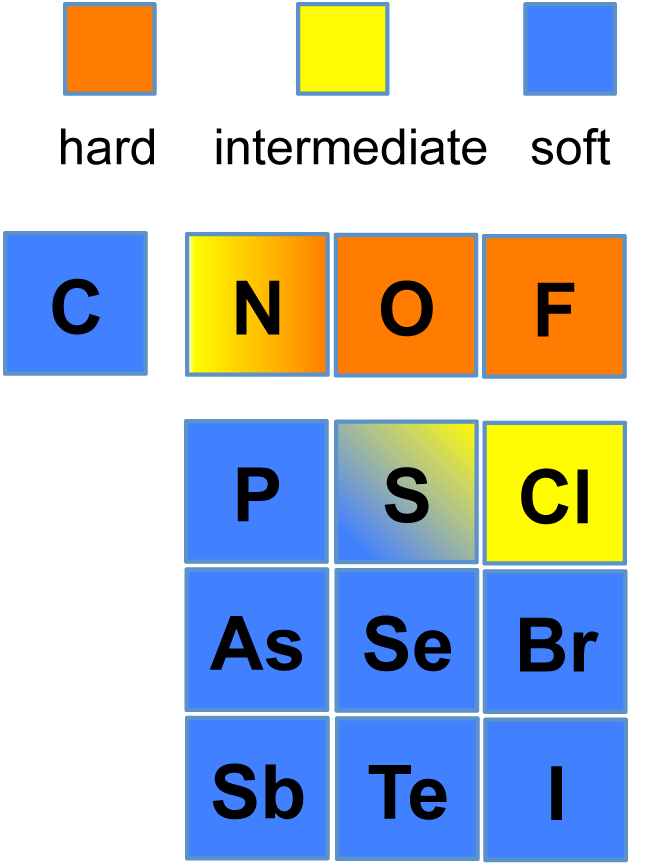
ルイス塩基のハード性・ソフト性。

原子半径が小さく電子密度の高い、静電相互作用支配で反応する求核剤を硬い（ハード）求核剤、原子半径が大きく電子の束縛が小さい、軌道相互作用支配で反応する求核剤を軟らかい（ソフト）求核剤という。前者は通常負電荷を持ち、後者は必ずしも負電荷を持つとは限らない。HSAB則より、相互作用は硬い同士、軟らかい同士で起こりやすい。

### 各反応における求核性
カルボニル基やリン酸基は電子不足になっており、LUMOが高くなる。よって、これらは正電荷や極性のある硬い求電子剤にあたる。これらは硬い求核剤と速く反応し、このとき、反応は電荷によるクーロン力に強く影響されて軌道相互作用の影響が小さくなる。この場合、非常に硬い求電子剤であるプロトンとの求核的反応における平衡の程度である、求核剤の共役酸のpKaが求核性のよい指標となる。
反対に、脱離基を持つ飽和炭素などはカルボニル基などに対して極性が小さく、軟らかい求電子剤として働く。したがって、SN2反応における求核性はHOMOのエネルギー準位にも着目する必要がある。比較実験によれば、SN2反応でのメタノール中の求核性は周期表の左に行くほど高くなるといった塩基性との相関がありつつも、高周期元素であるほど求核性が高くなるなど塩基性と反する結果がみられる。これはHOMOのエネルギーの高さと関係しており、高周期のほうが孤立電子対の軌道のエネルギーが高いことに由来するとされる。
ただし、ハロゲン化物イオンにおいては、非プロトン性溶媒中でのSN2反応の求核性が塩基性と等しく低周期ほど強くなっており、プロトン性溶媒中で求核性が逆転するのは高周期ほど溶媒和を受けにくいことも一因であるとされる。
なお、SN1反応では律速が脱離であるため反応速度に求核剤が関与せず、生成物の種類と生成比にのみ影響を与える。また、立体障害の大きい求核剤は求核性が小さく、かさ高い強塩基であると脱離反応が優先される。

## 反応性のパラメータ
様々な条件を考慮した求核性を表す定量的なパラメータとしては、SN2反応の速度を元にしたSwain-Scottによるn値や、カルボカチオンと求核剤の反応速度の解析による、Mayrのパラメータなどが挙げられる。Mayrのパラメータでは、求核性のパラメータ {\displaystyle N} と求電子性のパラメータ {\displaystyle E} を提案しており、速度定数 {\displaystyle k} に対して
{\displaystyle log(k)=s_{n}(N+E)}
が成り立つ。ただし、sNは求核剤依存のパラメータである。これによって、反応中心が炭素である反応速度の半定量的な推定が可能となる。

## 応用
グリニャール試薬や有機リチウム化合物を代表とする各種有機金属試薬は、多様な基質に対し高い反応性を示すことから、有機合成法上、炭素-炭素結合を得たいときに用いられる重要な求核剤である。特に立体特異的な求核置換反応(SN2反応)や求核付加反応は選択的立体制御を可能にすることから不斉合成において多用される。